# Cereopsius alboguttatus
Cereopsius alboguttatus är en skalbaggsart som först beskrevs av Waterhouse 1878.  Cereopsius alboguttatus ingår i släktet Cereopsius och familjen långhorningar. Inga underarter finns listade i Catalogue of Life.